# Vicariato apostolico del Brunei
Il vicariato apostolico del Brunei (in latino Vicariatus Apostolicus Bruneiensis) è una sede della Chiesa cattolica immediatamente soggetta alla Santa Sede. Nel 2022 contava 16.800 battezzati su 471.500 abitanti. La sede è vacante.

## Territorio
Il vicariato apostolico si estende sull'intero territorio del Sultanato del Brunei.
Sede del vicariato è la città di Bandar Seri Begawan, dove si trova la cattedrale di Nostra Signora dell'Assunzione.
Il territorio è suddiviso in 3 parrocchie: la cattedrale, la chiesa di San Giovanni a Kuala Belait e la chiesa di Nostra Signora dell'Immacolata Concezione a Seria. I cattolici del Brunei appartengono in buona parte all'etnia cinese.

## Storia
La prefettura apostolica del Brunei fu eretta il 21 novembre 1997 con la bolla Constat in finibus di papa Giovanni Paolo II, ricavandone il territorio dalla diocesi di Miri.
Il 20 ottobre 2004 la prefettura apostolica è stata elevata a vicariato apostolico con la bolla Ad aptius consulendum dello stesso papa Giovanni Paolo II.
Il 21 gennaio 2005 il vicario apostolico Cornelius Sim ha ricevuto l'ordinazione episcopale, divenendo il primo vescovo originario del Brunei; il 28 novembre 2020 è diventato il primo cardinale del Paese.

## Cronotassi dei vescovi
Si omettono i periodi di sede vacante non superiori ai 2 anni o non storicamente accertati.
- Cornelius Sim † (21 novembre 1997 - 29 maggio 2021 deceduto)
  - Sede vacante (dal 2021)

## Statistiche
Il vicariato apostolico nel 2022 su una popolazione di 471.500 persone contava 16.800 battezzati, corrispondenti al 3,6% del totale.
| anno | popolazione | popolazione | popolazione | presbiteri | presbiteri | presbiteri | presbiteri                | diaconi | religiosi | religiosi | parrocchie |
| anno | battezzati  | totale      | %           | numero     | secolari   | regolari   | battezzati per presbitero | diaconi | uomini    | donne     | parrocchie |
| ---- | ----------- | ----------- | ----------- | ---------- | ---------- | ---------- | ------------------------- | ------- | --------- | --------- | ---------- |
| 1999 | 21.000      | 314.400     | 6,7         | 2          | 1          | 1          | 10.500                    |         | 1         |           | 3          |
| 2000 | 25.000      | 330.700     | 7,6         | 3          | 2          | 1          | 8.333                     |         | 1         |           | 3          |
| 2001 | 25.000      | 330.700     | 7,6         | 3          | 2          | 1          | 8.333                     |         | 1         |           | 3          |
| 2002 | 21.000      | 330.700     | 6,4         | 4          | 3          | 1          | 5.250                     |         | 1         | 2         | 3          |
| 2003 | 21.000      | 331.400     | 6,3         | 4          | 3          | 1          | 5.250                     |         | 1         | 2         | 3          |
| 2004 | 21.500      | 347.000     | 6,2         | 4          | 3          | 1          | 5.375                     |         | 1         | 2         | 3          |
| 2010 | 18.773      | 398.000     | 4,7         | 3          | 3          |            | 6.257                     |         |           | 1         | 3          |
| 2014 | 19.386      | 438.000     | 4,4         | 3          | 3          |            | 6.462                     |         |           |           | 3          |
| 2017 | 16.770      | 459.000     | 3,7         | 3          | 3          |            | 5.590                     |         |           |           | 3          |
| 2020 | 16.957      | 459.500     | 3,7         | 3          | 3          |            | 5.652                     |         |           |           | 3          |
| 2022 | 16.800      | 471.500     | 3,6         | 3          | 3          |            | 5.600                     |         |           |           | 3          |